# Ansitz Vogelsang
Der ehemalige Ansitz Vogelsang war ein Grazer Herrenhaus, das im Bezirk Straßgang am Greifenweg 17–19 stand. Seine Geschichte reicht bis in das 17. oder der Anfang des 18. Jahrhunderts zurück.

## Geschichte
Der Ansitz wurde im 17. oder am Anfang des 18. Jahrhunderts erbaut. Ein Umbau erfolgte 1859, worauf eine Datierung am südlichen Giebel hinwies.

## Beschreibung
In der südöstlichen Gebäudeecke des Ansitzes stand ein schräggestellter, turmartiger Vorbau mit schmiedeeisernen Fenstergitterkörben aus dem 18. Jahrhundert. Im Garten des Anwesens befand sich ein freistehender, um 1780/90 errichteter Brunnen aus Sandstein mit einer vasenbekrönten Stele, einem muschelförmigen Steintrog sowie einem als Wasserspeier dienenden Maskaronenrelief. Er war von einer Einfriedung aus Schmiedeeisen umgeben.
Neben dem Ansitz befand sich ein mit 1719 datierter Winzerkeller. Dieser hatte ein Korbbogen-Steintor mit blechbeschlagenen Türflügeln. Das Winzerhaus wurde ebenfalls 1719 erbaut, worauf eine an der Pfette angebrachte Datierung hinwies. Sie hatte innen eine Holzbalkendecke und eine Rauchstube.